# Kościół Ewangelicki Helweckiego Wyznania w Austrii
Kościół Ewangelicki Helweckiego Wyznania w Austrii (niem. Evangelische Kirche Helvetischen Bekenntnisses in Österreich, w skrócie Evangelische Kirche H. B. in Österreich) – kościół kalwiński nurtu reformowanego w Austrii.
W 2019 roku posiadł 12 332 wiernych skupionych w 9 gminach. W 2012 roku zrzeszał ok. 0,165% obywateli państwa. 4 gminy znajdują się w Vorarlbergu, 3 w Wiedniu, 1 w Linzu i 1 w Oberwarcie.
Kościół jest członkiem Światowej Wspólnoty Kościołów Reformowanych. Współpracuje na wielu płaszczyznach z Kościołem Ewangelickim Augsburskiego Wyznania w Austrii.
Krajowy Kościół helwecki na obszarze austriackiej Przedlitawii zaczął funkcjonować po wydaniu przez cesarza Józefa II 13 października 1781 roku Patentu tolerancyjnego. W 1861 został on formalnie połączony w unię z Kościołem ewangelicko-augsburskim.
Po rozpadzie Austro-Węgier większość zborów i wyznawców znalazła się poza granicami Austrii, przede wszystkim w Czechosłowacji (gdzie utworzono Ewangelicki Kościół Czeskobraterski).